# Islas Solander
Las Islas Solander / Hautere son tres islotes volcánicos remanentes erosionados hacia la entrada occidental del estrecho de Foveaux, justo más allá de la Isla Sur de Nueva Zelanda. Las islas se encuentran 40 km al sur de la costa de Fiordland.
Las islas consisten en rocas de andesita cuya punta es un estratovolcán sumergido de mayor tamaño, aproximadamente equivalente en tamaño al monte Taranaki. Anteriormente se creía que el volcán entró en erupción por última vez hace aproximadamente 2 millones de años, pero en 2008, la datación radiométrica de muestras de rocas de la isla principal descubrió que tenía entre 150.000 y 400.000 años de antigüedad. En 2013 se descubrió que la isla Little Solander había estado activa incluso más recientemente, hace entre 20 y 50.000 años.
Administrativamente, las islas forman parte del Distrito Southland, lo que las convierte en el único grupo de islas exteriores deshabitadas de Nueva Zelanda que forma parte de una autoridad local.

## Islas
La Isla Solander / Hautere (también conocida en maorí como Te Niho a Kewa), la isla principal,  cubre alrededor de 1 km² (0,4 mi²), elevándose abruptamente hasta un pico de 330 metros (1083 pies) sobre el nivel del mar. Está arbolado excepto en su extremo noreste, que es principalmente una roca blanca y desnuda. En el lado este hay una cueva profunda, denominada Sealers Cave. La isla Little Solander está unos 1,9 km (1,2 mi) al oeste. Alcanza 148 m (486 pies) de elevación pero cubre 4 ha (9,9 acre). Tiene un aspecto estéril y está cubierta de guano. Pierced Rock se encuentra a 250 m (273 yd) al sur de la isla principal. Se eleva a 54 m (177 pies) de altura y cubre unas 0,2 hectáreas.
El nombre maorí de la cumbre de la isla Solander es Pukekohu, y el lado de la cumbre se conoce en maorí como Pukepari. "Hautere" es el padre de Moko, un jefe Ngāti Kurī, quien en particular asesinó a un jefe Kāti Māmoe llamado Tūtewaimate. 

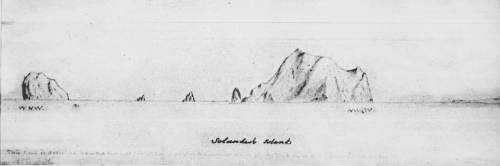
Vista de las islas Solander, dibujada por Herman Spöring a bordo del HMB Endeavour, 1770

La cadena de islas fue avistada por el capitán James Cook el 11 de marzo de 1770 y bautizada así en honor al naturalista sueco Daniel Solander, uno de los miembros de la tripulación científica a bordo del barco de Cook, el Endeavour.
Las islas son geográficamente prohibitivas de acceder y las condiciones climáticas suelen confundir la aproximación de los barcos, disuadiendo los intentos de habitarlas permanentemente. Los cazadores de focas australianos utilizaron brevemente las islas a principios del siglo XIX, probablemente viviendo en pequeñas planicies entre los acantilados de la isla y su costa durante períodos de unos cuantos meses. Ocasionalmente, los náufragos terminaban en las islas y, en 1813, un barco que pasaba con destino a la isla Stewart encontró a cinco hombres que necesitaban ser rescatados. Los hombres, cuatro europeos y un aborigen australiano, estuvieron abandonados allí entre 1808 y 1813, lo que representa el período continuo más largo de habitación en las islas. Se cree que fueron abandonados en tierra en dos grupos para la caza de focas, pero el mar impidió la aproximación de cualquier barco para recuperarlos. En 1810, la caza de focas se trasladó a la isla Macquarie, más al oeste, y fueron prácticamente abandonadas. Cuando fueron redescubiertas en 1813, es probable que hubieran acumulado muchas pieles de foca secas.

## Geología
Las islas son restos de un volcán pleistocénico aislado, extinto, conformado por traquiandesita y andesita, cuyos vulcanismo tienen afinidades geoquímicas con las adakitas modernas. El domo andesítico de la isla Little Solander estuvo activo entre hace 20 y 50 mil años. La edad de la isla principal es de 150 a 400 mil años, respaldada por datos de polen. En un conjunto de análisis, las erupciones tienen una edad media de 344 ± 10 ka y otra edad media de 247 ± 8 ka. Las islas se encuentran en un banco con profundidades inferiores a 100 m, separada de la plataforma continental a lo largo del estrecho de Foveaux por un canal de 4 km de longitud y 200 m de profundidad. Por lo tanto, las islas están incluidas en las islas exteriores de Nueva Zelanda.
Las islas son el único terreno volcánico en Nueva Zelanda relacionada recientemente con la subducción de la placa indoaustraliana bajo la placa del Pacífico a lo largo de la fosa de Puysegur, que se extiende hacia el sur desde el final de la falla alpina. La tasa actual estimada de subducción es del 35-36 mm por año. La roca del basamento continental mesozoico de la cuenca de Solander está formada por diorita y gabro subordinado superpuestos por sedimentos del Oligoceno al Plioceno. Se trata de una corteza continental isotópicamente distinta de la de las islas Solander, excluyendo la fusión parcial de la corteza inferior como creadora del magma volcánico. Se ha sugerido que el material fundido que formó las islas proviene de una fuente peridotítica enriquecida por la adición de un material fundido derivado de una losa con posterior fraccionamiento en sistema abierto, lo que dio como resultado las adakitas andesíticas evolucionadas.

## Flora y fauna

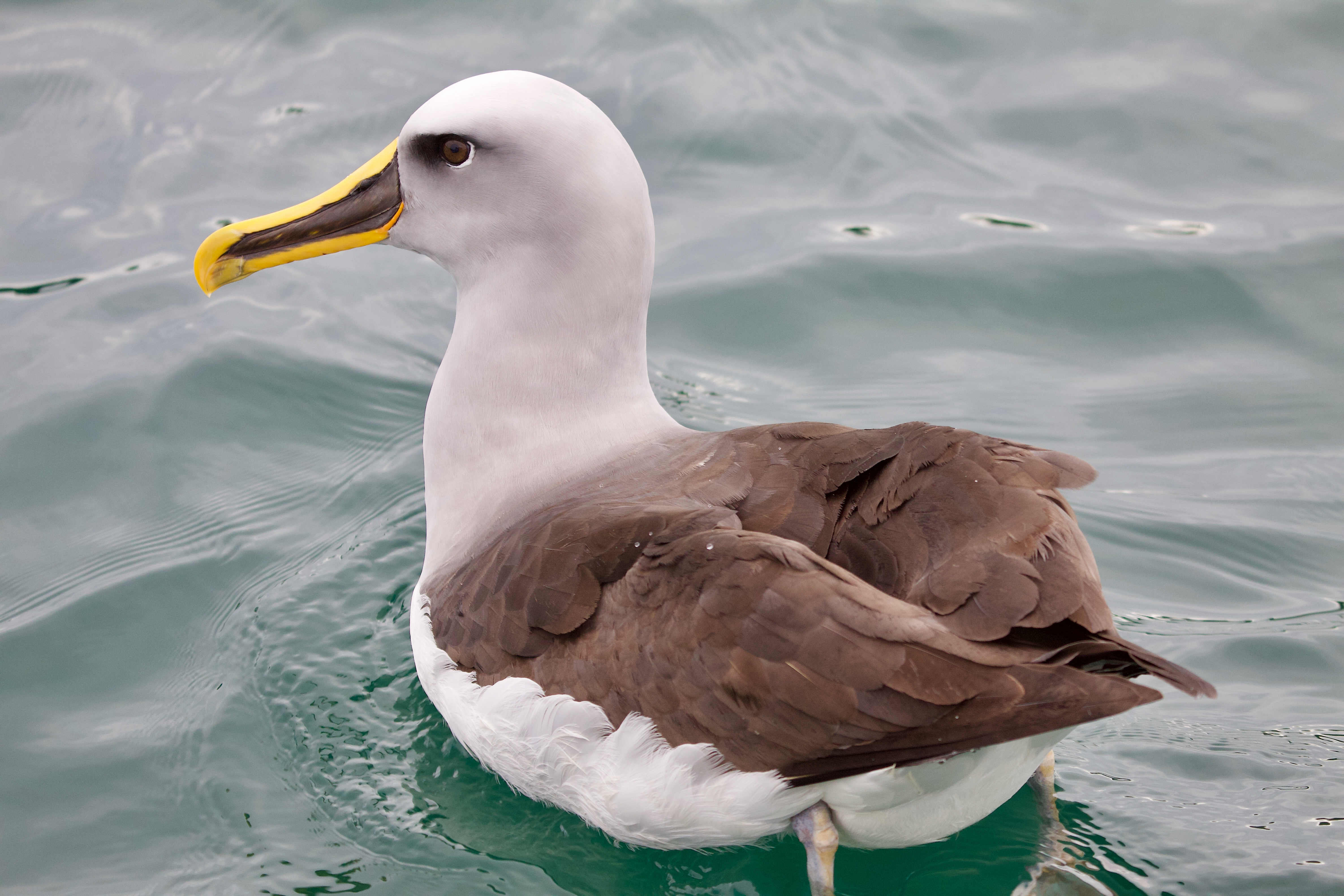
Albatros de Buller (Thalassarche bulleri)

Hay 53 especies de plantas vasculares, un tercio de las cuales son muy raras. La flora está dominada por helechos y orquídeas. La subespecie meridional y nominal del albatros de Buller (Thalassarche bulleri) se reproduce únicamente en las islas Solander y en las islas Snares.
Las islas Solander eran históricamente un área conocida para las ballenas migratorias, especialmente las ballenas francas australes y los cachalotes. Se decía que los cachalotes de esta zona eran excepcionalmente grandes.
Asimismo, las islas albergan una gran variedad de aves.
El grupo Solander ha sido identificado como un Área Importante para las Aves (IBA) por BirdLife International debido a su importancia como sitio de reproducción para los albatros de Buller (con alrededor de 5000 parejas) y los petreles buceadores comunes.